# Бышов, Николай Владимирович
Николай Владимирович Бышов (1963—2020) — советский и российский учёный, педагог и организатор науки в области механизации сельскохозяйственного производства, доктор технических наук (2000), профессор (2001). Заслуженный работник высшей школы Российской Федерации (2010). Ректор Рязанского государственного агротехнологического университета имени П. А. Костычева (2010—2020).

## Биография
Родился 24 августа 1963 года в селе Пальные Рыбновского района Рязанской области.
С 1980 по 1985 год обучался на инженерном факультете Рязанского государственного сельскохозяйственного института, по окончании которого с отличием получил специализацию в области механизации сельского хозяйства. С 1985 по 1989 год работал в должности инженера Рыбновского районного колхоза Рязанской области.
С 1987 по 1989 год проходил обучение в аспирантуре по кафедре технологии и средства механизации сельского хозяйства. С 1989 по 2020 год на педагогической работе в Рязанском государственном агротехнологическом университете имени П. А. Костычева: с 1968 по 1978 годы ассистент, старший преподаватель, доцент и заведующий кафедрой эксплуатации машинно-тракторного парка. С 2001 по 2009 год — декан инженерного факультета, с 2009 по 2010 год — проректор по учебной работе и первый проректор. С 2010 по 2020 год — ректор Рязанского государственного агротехнологического университета имени П. А. Костычева.
В 1993 году Н. В. Бышов защитил диссертацию на соискание учёной степени кандидата технических наук по теме: «Разработка и обоснование параметров рабочего органа вторичной сепарации картофелеуборочного комбайна КПК-3», в 2000 году — доктора технических наук по теме: «Научно-методические основы расчёта сепарирующих рабочих органов и повышение эффективности картофелеуборочных машин». В 2001 году решением ВАК Н. В. Бышову была присвоена учёное звание — профессор.
Основная научно-педагогическая деятельность Бышова была связана с разработкой научных основ в области исследования систем энергосбережения при полном цикле сельскохозяйственных работ: возделывании, уборке и транспортировке сельскохозяйственной продукции. Под руководством и при непосредственном участии Бышова были разработаны математические модели технологических процессов в уборочных сельскохозяйственных агрегатах и проводились исследования проблем эксплуатации регионального машинно-тракторного парка и предложена методика оценки её эффективности.
Помимо основной деятельности Бышов являлся — главным редактор журнала «Вестник РГАТУ», председателем Учёного и диссертационного советов Рязанского государственного агротехнологического университета. Являлся автором более шестисот научных трудов, в том числе двадцати трёх монографий и около ста сорока шести патентов и авторских свидетельств на изобретения. При непосредственном участии и при руководстве Бышова были защищены около 10 кандидатских и докторских диссертаций.
14 июня 2010 года Указом Президента России «За заслуги в научно-педагогической деятельности и подготовке квалифицированных специалистов» Николай Владимирович Бышов был удостоен почётного звания — Заслуженный работник высшей школы Российской Федерации
15 ноября 2018 года в рамках проекта «Золотые имена высшей школы» в номинации «За вклад в науку и высшее образование» Николай Владимирович Бышов стал победителем конкурса лучших преподавателей России.
Скончался 22 ноября 2020 года в Рязани от коронавирусной инфекции. Похоронен на кладбище села Пальные Рыбновского района.

## Награды
- Заслуженный работник высшей школы Российской Федерации (2010[2])
- Почётный работник высшего профессионального образования Российской Федерации (2.06.2005)